# 設楽バイパス
設楽バイパス（したらバイパス）は、愛知県北設楽郡設楽町を通る国道473号のバイパスである。現在トンネルを含む3.1 kmの区間が開通している。

## 概要
国道473号は設楽町と東栄町のそれぞれ中心部を結ぶ地域の幹線道路であるが、当バイパスの完成により旧道化した区間は幅員狭小で線形も悪かった。特に岩古谷山（標高799 m）を通る1934年（昭和9年）完成の堤石トンネルは大型車の離合が困難である上、老朽化が著しく抜本的な対策が求められたため、バイパスが計画された。また、設楽ダムの建設に伴い、2008年（平成20年）には設楽ダム水源地域整備事業に指定された。当バイパス区間に加え田口方面約1.3 kmの区間の片側には歩道が整備され、バイパスの開通により所要時間が旧道の10分（4.7 km）から5分に短縮された。
なお当バイパスの東側（東栄町方面）に隣接する設楽町神田 - 東栄町月間（3.9 km）は当バイパス開通時点で未改修であるが、今後「月バイパス（仮称）」として整備される予定である。

### 路線データ
- 路線名 : 一般国道473号
- 起点 : 愛知県北設楽郡設楽町和市
- 終点 : 愛知県北設楽郡設楽町神田地内
- 総延長 : 3.1 km
- 道路幅員 : 一般部11.00 m、トンネル部10.75 m
- 車線数 : 2車線

## 歴史
- 1997年（平成9年） 着工
- 2015年（平成27年）6月6日 設楽町和市 - 設楽町神田間（3.1 km）開通

## 路線状況

### 道路施設[2]
- 和市橋（橋長21 m）
- 岩古谷トンネル（総延長1,287 m）
- 黒倉上橋（橋長40 m）
- 黒倉中橋（橋長84 m）
- 黒倉下橋（橋長58 m）

## 交差する道路
- 愛知県道433号和市清崎線